# Либер, Рене
Рене́ Жуль Либе́р (фр. René Jules Libeer; 28 ноября 1934, Рубе — 13 ноября 2006, там же) — французский боксёр наилегчайшей весовой категории. В середине 1950-х годов выступал за сборную Франции: бронзовый призёр летних Олимпийских игр в Мельбурне, обладатель бронзовой медали чемпионата Европы, участник многих международных турниров и матчевых встреч. В период 1958—1967 боксировал на профессиональном уровне, владел титулом чемпиона Европы по версии ЕБС.

## Биография
Рене Либер родился 28 ноября 1934 года в городе Рубе, департамент Нор. На международной арене дебютировал в возрасте восемнадцати лет, в матчевой встрече со сборной Бельгии. Первого серьёзного успеха на ринге добился в 1955 году, когда в наилегчайшем весе занял второе место на чемпионате Франции среди любителей. Благодаря череде удачных выступлений удостоился права защищать честь страны на летних Олимпийских играх 1956 года в Мельбурне — добрался здесь до стадии полуфиналов, после чего по очкам проиграл британцу Теренсу Спинксу, который в итоге и стал олимпийским чемпионом.
Получив бронзовую олимпийскую медаль, Либер ещё в течение некоторого времени оставался в основном составе национальной сборной, принимая участие во всех крупнейших международных турнирах. Так, в 1957 году он съездил на чемпионат Европы в Прагу, откуда привёз награду бронзового достоинства (в полуфинале уступил румыну Мирче Добреску). Вскоре после этих соревнований решил попробовать себя среди профессионалов и покинул французскую команду.
Профессиональный дебют Либера состоялся в январе 1958 года, причём свой первый матч он проиграл по очкам. Несмотря на поражение, следующие бои провёл вполне удачно и в конце 1959 года уже завоевал титул чемпиона Франции в наилегчайшем весе. В течение последующих лет несколько раз защитил чемпионское звание и летом 1963 года сразился с итальянцем Сальваторе Бурруни за титул чемпиона Европейского боксёрского союза (ЕБС), хотя в этот раз забрать пояс ему не удалось, после пятнадцати раундов все судьи отдали победу действующему чемпиону. Через два года этот титул стал вакантным, и Либер всё-таки выиграл его, победив нокаутом швейцарца Поля Шерве.
Выигранный чемпионский пояс Рене Либер защитил три раза, во время четвёртой защиты уступил его олимпийскому чемпиону из Италии Фернандо Атцори. В августе 1967 года между ними состоялся матч-реванш, но дело кончилось ничьей, и пояс остался у итальянца. На этом Либер решил завершить карьеру спортсмена. Всего в профессиональном боксе он провёл 39 боёв, из них 27 окончил победой (в том числе 13 досрочно), восемь раз проиграл, в четырёх случаях была зафиксирована ничья. Умер 13 ноября 2006 года в своём родном городке Рубе.